# Раскопель
Раскопель — деревня в Гдовском районе Псковской области России. Относится к сельскому поселению Спицинской волости.
Расположена на полуострове юго-восточного берега Чудского озера и Раскопельского залива. На территории населенного пункта действует режим пограничной зоны (допуск на основании пропусков ФПС ФСБ России).
Автобусное сообщение отсутствует. В осенне-весенний период транспортное сообщение затруднено. В зимнее время транспортное сообщение по льду Раскопельского залива.

## Население
| 2001 | 2002 | 2010 |
| ---- | ---- | ---- |
| 29   | ↗43  | ↘28  |

## История
В апреле 1918 г. Главное управление пограничной охраны приступило к созданию первого (Петроградского) пограничного округа, в состав которого вошло пять районов — Финляндский, Беломорский, Олонецкий, Петроградский и Чудской.
Значительную часть участка границы округа составляли морское побережье и крупные озера, в частности Чудское и Псковское, однако сил и средств для их охраны с моря не было.
Несколько лучше обстояло положение дел на Чудском озере. Составлявшие озерную флотилию вооружённые пароходы «Республиканец», «Президент», «Юрьев», «Ольга», «София», «Дельфин», катера «Ермак» и «Мотылек» сохранились в боеспособном состоянии, а их личный состав с началом революции перешёл на сторону советской власти.
Поэтому уже 5 апреля военмор А. Клюсс, входивший в состав комиссии по установлению демаркационной линии по Чудскому и Псковскому озёрам, в докладной записке, адресованной в Морскую коллегию, высказал предположение использовать бывшую Чудскую флотилию для пограничной охраны.
17 мая 1918 г. Управление военного контроля указало на необходимость подчинения флотилии начальнику Чудского района пограничной охраны В. Акимову.
Базой флотилии служила бухта Раскопель. Командовал флотилией военмор В. Самович, его заместителями были А. Клюсс и В. Васильев. В списке флотилии 27 имен первых военморов — пограничников.
В конце 1918 г., в связи с капитуляцией Германии, граница, образовавшаяся весной и летом 1918 г., перестала существовать. Пограничные части 3-го, 2-го, а затем и 1-го пограничных округов были переданы в оперативное подчинение Красной Армии.
В феврале 1919 г. пограничная охрана была преобразована в пограничные войска, на базе которых были сформированы три пограничных дивизии.
Резкое обострение военно—политической обстановки летом 1919 г. вызвало необходимость окончательного включения пограничных войск в действующую армию.
С образованием Северного корпуса (генерал Родзянко А. П.), 02.1919 отряд подполковника Булак-Балаховича вошёл в состав этого корпуса. Совершил ряд удачных налетов на советские опорные пункты, включая базу Чудской флотилии — Раскопель и Гдов (28.02.1919).
В период 12-23 июля 1941 года территория Гдовского района была захвачена немецкими войсками. В Раскопели находилась рыбная артель, которая занималась ловом рыбы для снабжения немецких войск. Контроль за работой артели был возложен на 2-х голландцев. Освобождёна партизанами и войсками Ленинградского фронта в ходе Ленинградско-Новгородской операции 4 февраля 1944 года.
В августе 2004 года специалисты ОАО «Псковэнерго» в деревне Раскопель на берегу Чудского озера установили и ввели в эксплуатацию ветроустановку «Бонус-150». В 2015 году эксплуатация прекращена. Используется в качестве ретранслятора сотовыми операторами.

## Достопримечательности
- Часовня Ильи Пророка (деревянная; сооружена уездными мастерами в 1814 г.; отремонтирована в 2010 г.). Действующая.
- часовня Воздвиженья примерно XV-XVI век(закрыта, находится на частной территории, вход ограничен.), старославянские православные кресты.
- на берегу Чудского озера находится большой валун — камень «следовик» с наличием контуров большого и малого следа. (нет камня — украли). Камень теперь в другом месте (на частной территории).